# Amauronematus pacificus
Amauronematus pacificus är en stekelart som beskrevs av René Malaise 1931. Amauronematus pacificus ingår i släktet Amauronematus, och familjen bladsteklar. Arten är reproducerande i Sverige.